# Евпалам
Евпалам (на старогръцки: Ευπάλαμος или Παλαμάων, Eupalamos) в гръцката митология е цар на Атика от рода на Метионидите през 1282 пр.н.е.
Според Библиотеката на Аполодор той е син на Метион (син на Ерехтей) и Алкипа. Евпалам се жени за Меропа, дъщерята на атинския цар Ерехтей. Той има син Дедал и дъщерите Метиадуса (омъжена за Кекропс, майка на Пандион II) и Пердика (майка на Талос).
Евпалам и братята му, Метионидите, изгонват цар Пандион II от Атина. След смъртта на Пандион неговите синове, наричани Пандиониди, тръгват от Мегара против Атина, побеждават Метионидите и Егей се възкачва на трона на Атика.